# العثامنة (أحفير)
لعثامنة  (بالإنجليزية: LAATAMNA)‏ هي جماعة قروية تابعة لإقليم بركان ضمن الجهة الشرقية بالمغرب. بلغ مجموع عدد سكان لعثامنة  حسب إحصاءات 2004 حوالي 15493 نسمة من بينهم 177 أجنبي يعيشون في 3182 أسرة.

## إحصاء عام
| السنة | عدد السكان | عدد الأسر | عدد الأجانب |
| ----- | ---------- | --------- | ----------- |
| 1994  | 14868      | 2686      | °°°°        |
| 2004  | 15493      | 3182      | 177         |

## الدواوير المجاورة
دوار ولاد السيد الباشير
دوار الخضران لعثامنة
دوار غرابة
دوار الشلوح
دوار ناجي
دوار بني وكيل
دوار دوايزة